# VFA-103
103-я ударна винищувальна ескадрилья (VFA-103) на прізвисько «Веселі Роджери» (англ. Jolly Rogers) — авіаційний підрозділ ВМС США, створений у 1952 році. VFA-103 літає на F/A-18F Super Hornet і базується на базі військово-морської авіації Oceana, штат Вірджинія (США). Радіопозивний ескадрильї — «Перемога». Ескадрилія  приписана до Сьомого авіаносного крила

## Відзнаки та прізвиська

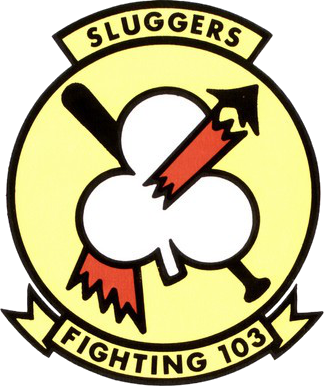
VF-103 "Sluggers" оригінальний знак розрізнення.

Оригінальний знак розрізнення ескадрильї VF-103 являв собою лист конюшини, а хвостове оперення літака мало горизонтальну жовту стрілку, обведену чорним контуром. Пізніше був доданий стилізований літальний апарат, що мчить крізь лист, разом із бейсбольною битою. Бейсбольна бита походить від одного з ранніх командирів ескадрилії, який часто носив її з собою. У 1991 році літак VF-103 використовував символи ескадрильї для хвостового зображення замість жирної стрілки. Коли Sluggers перетворилися на Jolly Rogers після демонтажу VF-84 (1955-95), вони взяли на озброєння знаменитий білий череп і схрещені кістки.
«Веселі Роджери» завжди мали одні з найбільш впізнаваних знаків розрізнення у світі: зловісні білі черепи та схрещені кістки на повністю чорних хвостах із золотими смугами, обгорнутими навколо кінчиків хвостових плавників, і чорні смуги із золотими шевронами (відомі як бродяжні смужки з часів Crusader VF-84 ) проходять по боках передньої частини фюзеляжу.

## Історія
Чотири окремі ескадрильї військово-морської авіації США використовували назву та знаки розрізнення «Веселого Роджера»: VF-17, VF-61, VF-84 та VF-103, з тих пір перейменовані як VFA-103. Незважаючи на те, що це абсолютно різні ескадрильї, які не мають прямого зв’язку, усі вони мають однакове ім’я Веселий Роджер, символи черепа та схрещених кісток і традиції. Після розформування VF-84 у 1995 році назву та символіку Jolly Rogers перейняло VF-103, яке згодом стало VFA-103.

### 1950-ті роки

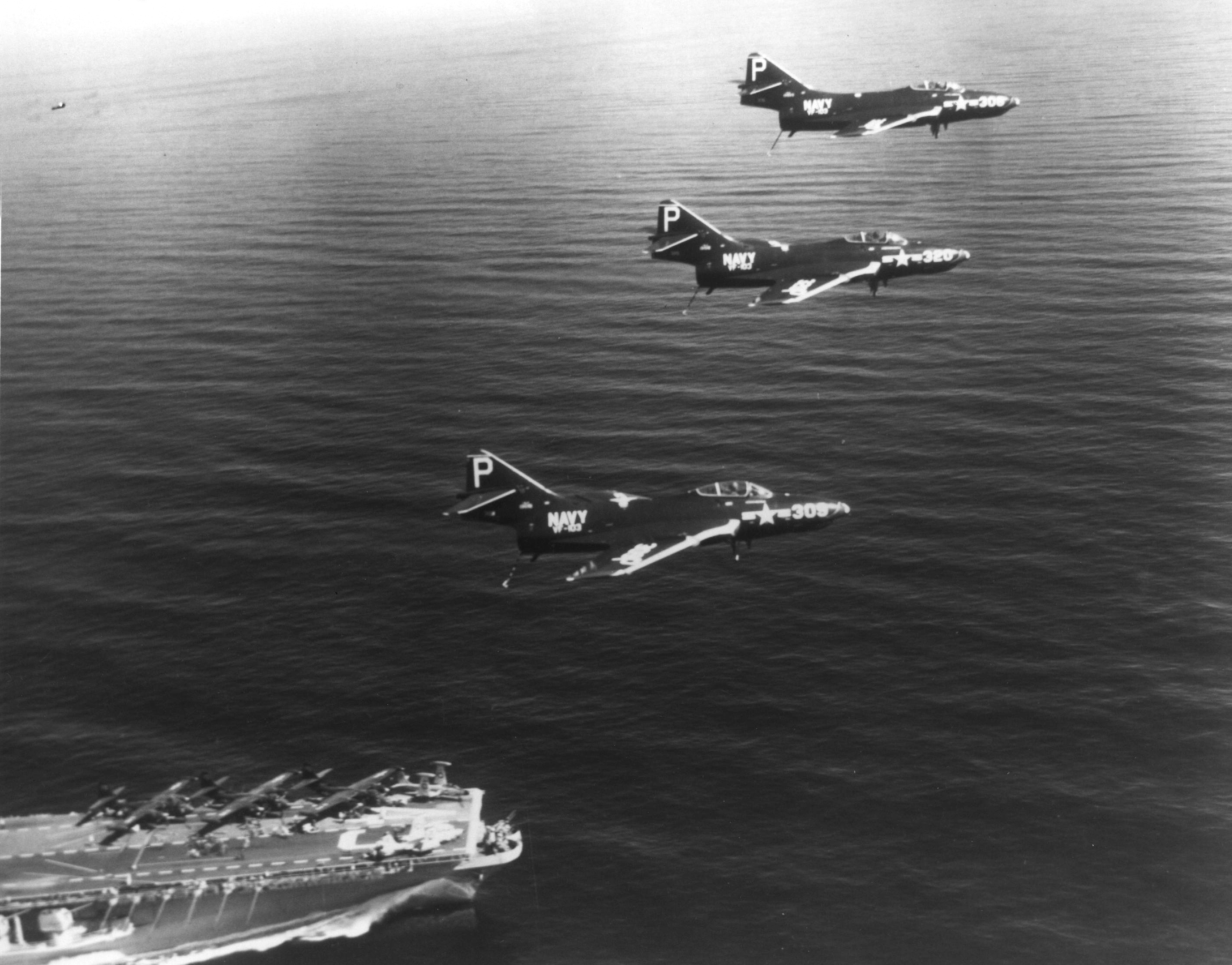
VF-103 F9F-6 Cougar над, 1954.

VF-103 ("Sluggers") були зформовані 1 травня 1952 року і оснащені FG-1D Corsair. Ескадрилья була приписана до десятої авіаносної групи (CVG-10) і здійснила короткий рейс на борту USS Lake Champlain наприкінці 1952 року. Після цього VF-103 перейшов на F9F-6 Cougar і отримав прізвисько «Flying Cougars». CVG-10 відправився на борт USS Randolph за її круїз по переміщенню після її відновлення в Карибському морі між серпнем і листопадом 1953 року. Авіагрупу тоді передали до USS Coral Sea і VF-103 були оснащені F9F-8B. Авіаносець був розгорнутий у Середземному морі з серпня 1956 по лютий 1957 року. Це був останній раз, коли VF-103 працював з прямопалубного авіаносця.
У 1957 році VF-103 була однією з перших ескадрилій, яка перейшла на надзвуковий F8U-1 Crusader і була перейменована в «Sluggers». Після завершення переходу вони об’єдналися з VF-102 на борту USS Forrestal. До появи реактивних літаків Crusader бойові авіаносні групи ВМС США часто соромилися британськими бомбардувальниками під час союзницьких навчань, оскільки Британські літаки English Electric Canberra завжди могли безкарно імітувати атаки на авіаносці США. У той час винищувачі США просто не могли чинити особливого опору. Під час середземноморського круїзу 1958 року британські пілоти були здивовані, коли VF-103 прорвався через їхнє формування Канберр, перш ніж вони навіть отримали шанс почати свою імітовану атаку.

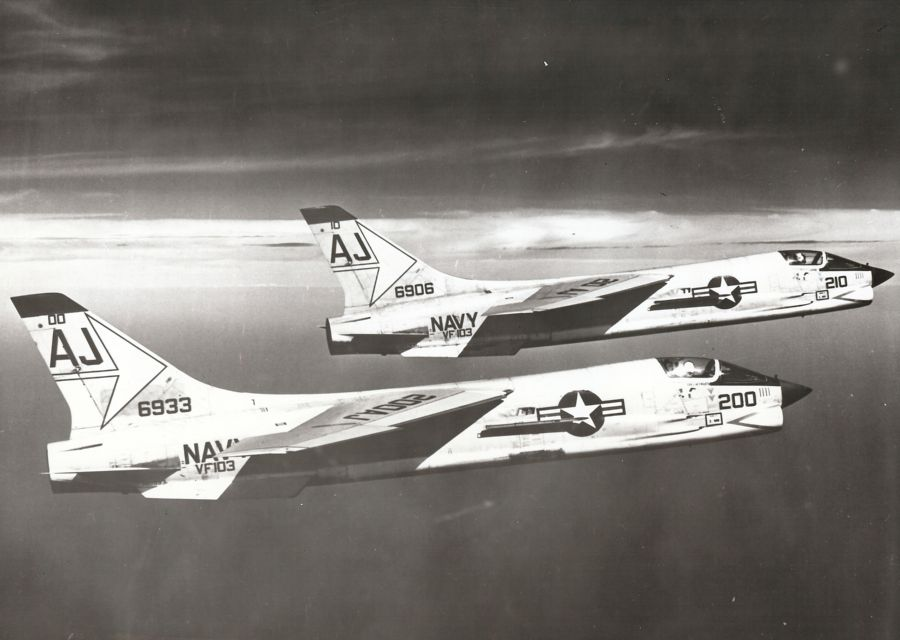
VF-103 F8U-2 з

USS Forrestal і VF-103 були розгорнуті в Середземному морі під час Ліванської кризи 1958 року, але криза вщухла до того, як авіаносець досяг своєї станції. З вересня 1958 року по березень 1959 року відбулося регулярне розгортання. Майбутній астронавт Джон У. Янг був членом ескадрильї під час цього круїзу.

### 1960-ті роки
VF-103 було переобладнано на F8U-2 (F-8C після 1962 року) і передано до CVG-8, хоча все ще приписано USS Forrestal. У 1960, 1961 та 1964–1965 роках відбулося три інших відправлення в Середземне море. У 1964 році ескадрилья була переоснащена на F-8E. Круїз 1964-1965 років був значним, оскільки VF-103 літали як на F-8E, так і на нещодавно представленому F-4B Phantom II. VF-103 літали на F4 Phantom протягом 19 років. З 1965 по 1980 рік VF-103 були призначені до  авіаносного крила 3 (CVW-3). Ще довшим було призначення до USS Saratoga, з 1965 по 1994 рік, з 1984 року в складі CVW-17. VF-103 був на борту Saratoga 15 розгортань у Середземному морі, а також одного на борту Forrestal у 1982 році.
VF-103 літали на F-4B до переходу на F-4J у 1968 році. У 1981 році ескадрилья була переоснащена на F-4S.

### 1970-ті роки

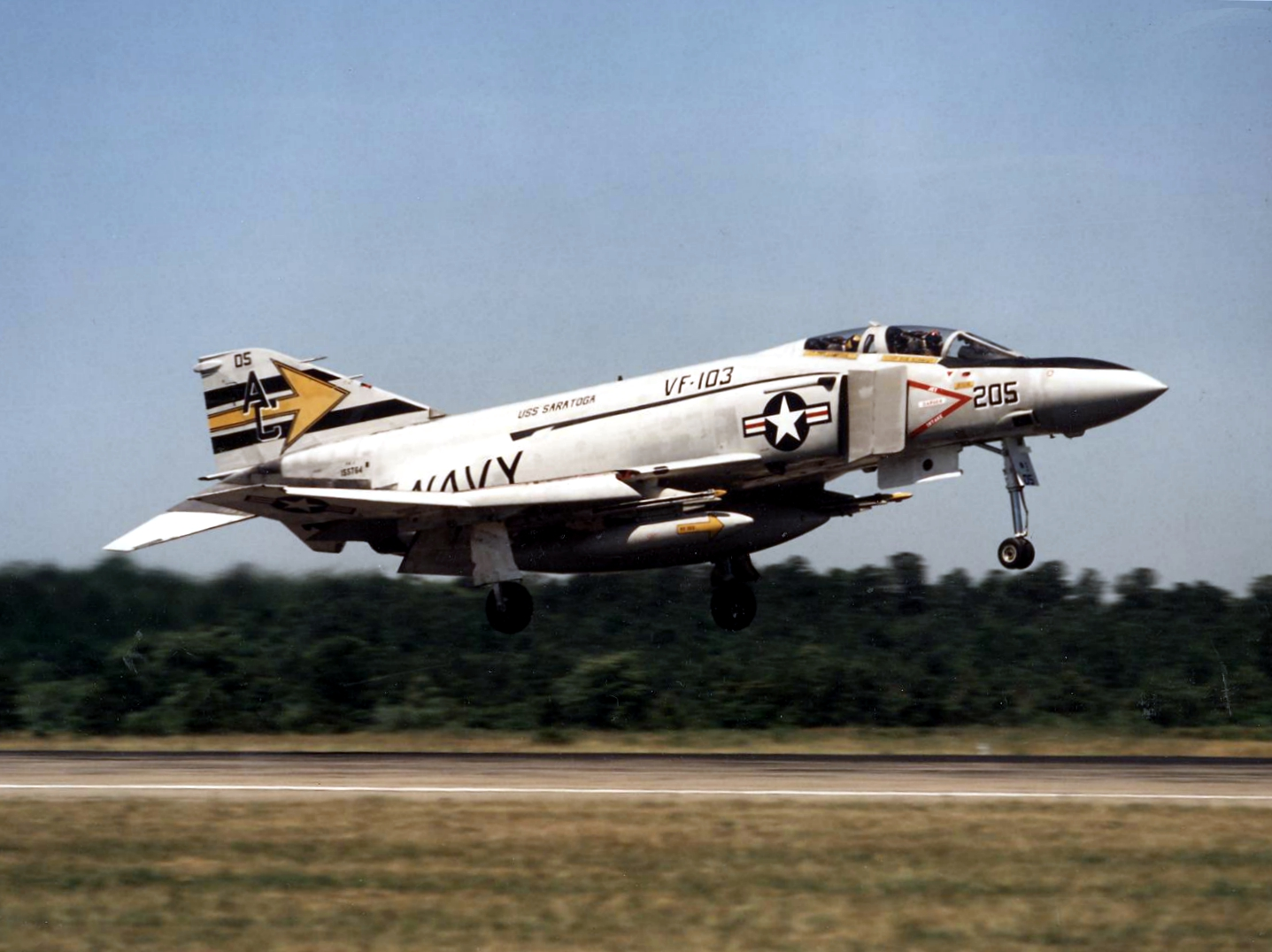
VF-103 F-4J Phantom II в 1978 році

Коли Північний В'єтнам розпочав Пасхальне вторгнення до Південного В'єтнаму, USS Saratoga був розгорнутий на узбережжі В'єтнаму для участі в операції Linebacker. 10 серпня 1972 року капітан-лейтенант Роберт Такер і молодший лейтенант Стенлі Іденс під час нічного перехоплення збили МіГ-21 ракетою AIM-7 Sparrow. Це було перше нічне збиття МіГів за допомогою цієї ракети

### 1980-ті роки
У січні 1983 року VF-103 була однією з останніх ескадрилій винищувачів, які перейшли на F-14A Tomcat. Через місяць ескадрилья провела перші запуски AIM-54 Phoenix на низькій висоті на східному узбережжі. У жовтні 1985 року VF-103 і VF-74 брали участь у перехопленні єгипетського Boeing 737, на борту якого були викрадачі Achille Lauro. Під час далекого нічного перехоплення VF-74 і VF-103 737 був змушений приземлитися на базі військово-морської авіації Сігонелла, Сицилія. Терористів взяли під варту в Італії, судили та засудили.
VF-103 і решта авіакрила брали участь в операції «Вогонь прерій» і операції Ельдорадо навесні 1986 року.
У 1989 році VF-103 замінили на F-14A+ (пізніше перейменований на F-14B).

### 1990-ті роки

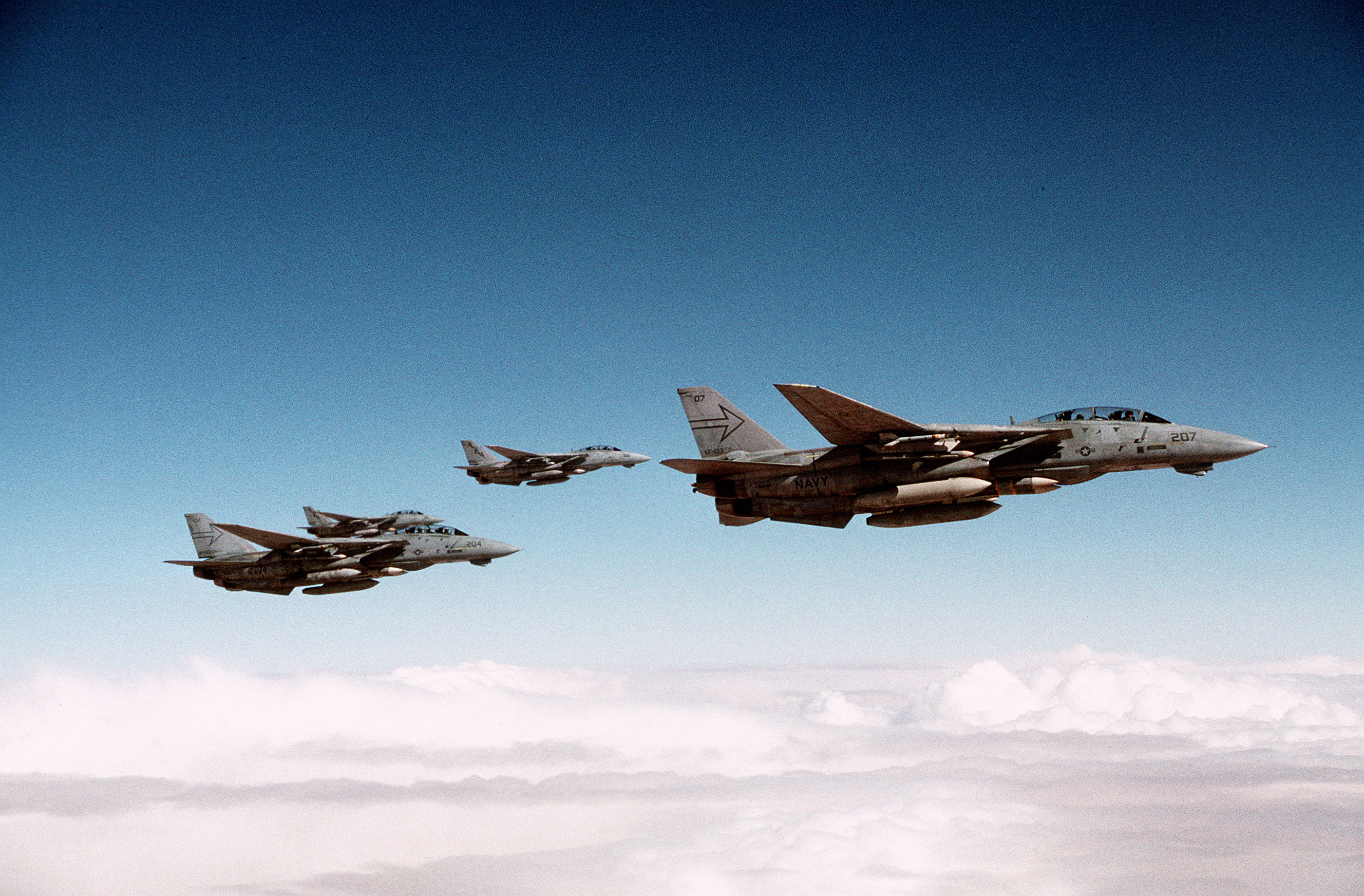
VF-103 F-14A+ Tomcats на шляху до Іраку під час польоту біля USS Saratoga під час війни в Перській затоці.

У серпні 1990 року, коли Ірак захопив Кувейт, USS Saratoga перебував у Середземному морі і незабаром приєднався до USS Dwight D. Eisenhower USS Dwight D. Eisenhower у Червоному морі. VF-84 входив до складу бойової групи USS Theodore Roosevelt (CVN-71) під час операції «Щит пустелі» та «Буря в пустелі». VF-103 і VF-74 працювали разом над розробкою тактики винищувачів, яка використовувалася під час війни в Перській затоці. З початком війни в січні 1991 року VF-103 здійснював супровід винищувачів ударних комплексів авіакрила, розвідку та оцінку бомбових ушкоджень і бойове повітряне патрулювання. На четвертий день війни під час супроводу літак VF-103 F-14A+ був збитий, імовірно, С-75. Після катапультування зі свого літака офіцер радіолокаційного перехоплення лейтенант Ларрі Слейд був захоплений іракськими військами та утримувався в Багдаді як військовополонений до кінця війни. Пілот, лейтенант Девон Джонс, зміг уникнути захоплення і після восьми годин на території противника був врятований Силами спеціальних операцій ВПС США.
1 жовтня 1995 року VF-84 було розформовано, що поклало кінець «Веселим Роджерам». Не бажаючи, щоб емблема «Веселий Роджер» зникала з військово-морської авіації США, VF-103 попросили скасувати своє прізвисько «Sluggers» і прийняти назву та емблему «Веселий Роджер», які раніше використовувалися VF-84.
Також у 1995 році VF-103 провів техніко-економічне випробування цілевказівної капсули LANTIRN ВПС США в рамках ініціативи швидкого прототипування, яка призвела до прийняття LANTIRN для  Tomcat. Коли вони розгорталися з USS Enterprise влітку 1996 року VF-103 став першою ескадрильєю Tomcat, яка ввела в експлуатацію капсулу LANTIRN. LANTIRN радикально покращила ударні можливості F-14, забезпечивши можливість автономних високоточних ударів.
У 1997 році VF-103 перейшли з USS Enterprise до USS Dwight D. Eisenhower і відплили до колишньої Югославії в червні 1998 року на підтримку операцій НАТО в Косово. У листопаді авіаносець перейшов до Перської затоки у відповідь на агресивні дії Іраку.

### 2000-ті роки

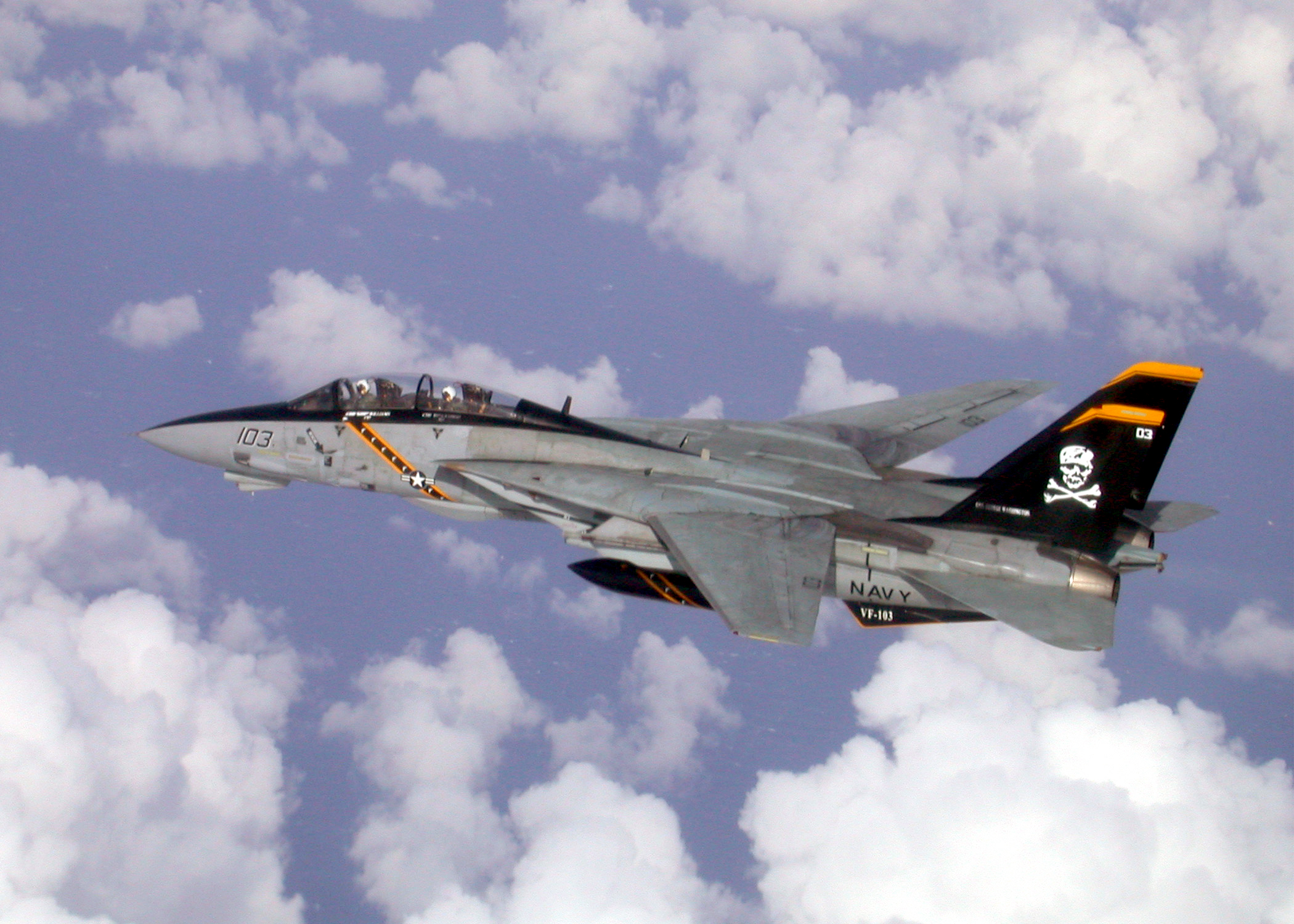
VF-103 F-14B в знаках розрізнення підвищеної видимості

У червні 2002 року VF-103 і їх носій USS George Washington розгортався в Північному Аравійському морі та Перській затоці та брали участь в операції «Нескорена свобода» та операції «Південний дозор». VF-103 підтримували коаліційні сили в Афганістані, виконуючи місії ближньої повітряної підтримки, передового авіадиспетчера та TARPS. VF-103 уже повертався додому до початку операції «Свобода Іраку» на початку 2003 року.
VF-103 повернулися до Перської затоки для свого останнього круїзу на Tomcat з USS John F. Kennedy 10 липня 2004 року, а через десять днів ескадрилья розбомбила позиції повстанців. Підрозділ брав участь в операції «Примарна лють» у жовтні 2004 року для забезпечення повітряної підтримки над Фаллуджою для 1-го експедиційного корпусу морської піхоти та солдат іракської армії. Під час однієї місії F-14 з VF-103 надав лазерне позначення для ракети AGM-114 Hellfire гелікоптера AH-1W Super Cobra, щоб знищити будівлю, де ховалися повстанці. Ця операція ніколи раніше не проводилася з Hellfire, але ракета успішно вразила будівлю, нейтралізувавши ворожий вогонь. Екіпажу F-14 було наказано скинути дві додаткові бомби GBU-12 з лазерним наведенням на будівлю, вирівнявши конструкцію. Під час іншої місії для морських піхотинців, які воюють на землі, було запропоновано повітряну підтримку. F-14 з VF-103 надавав безпосередню підтримку з повітря та отримав розрив гідравлічної лінії. F-14 оголосив про надзвичайну ситуацію під час польоту та без пригод приземлився на авіабазі Аль-Асад. Ремонт на базі тривав кілька днів, оскільки довелося зняти правий бортовий двигун, а пізніше екіпаж повернув F-14 на борт USS John F. Kennedy.
Після останнього розгортання USS John F. Kennedy з CVW-17 і повернення до NAS Oceana в грудні 2004 року, VF-103 зняли з експлуатації свої F-14B Tomcat і почали перехід на F/A-18F Super Hornet і перехід  до  Сьомого авіаносного крила(CVW-7). Після переходу на F/A-18F ескадрилья була офіційно перейменована як VFA-103 у лютому 2005 року.
Перше розгортання F/A-18F почалося в 2006 році і завершилося навесні 2007 року. Під час рейсу з USS Dwight D. Eisenhower VFA-103 і VFA-143 підтримували операції «Свобода Іраку», «Нескорена свобода» та операції біля узбережжя Сомалі, а разом з VFA-131 і VFA-83 вони скинули 140 одиниць високоточної зброї та виконали майже 70 обстрілів. За видатну продуктивність у цьому розгортанні VFA-103 було нагороджено AIRLANT Battle "E" за 2006 і 2007 роки, а також нагороду Уейда МакКласкі як найкращу штурмову ескадрилью ВМС США за 2007 рік.
VFA-103 тимчасово приєдналися до CVW-17 у 2008 році, коли USS George Washington відплив до Тихого океану, щоб замінити USS Kitty Hawk в Японії. 21 лютого 2009 року VFA-103 і CVW-7 піднялися на борт USS Dwight D. Eisenhower для розгортання на підтримку операції «Нескорена свобода»  і операцій з безпеки на морі в Перській затоці.  30 липня 2009 року USS Dwight D. Eisenhower повернувся на базу ВМС Норфолк після майже шестимісячного розгортання.

### 2010-ті роки

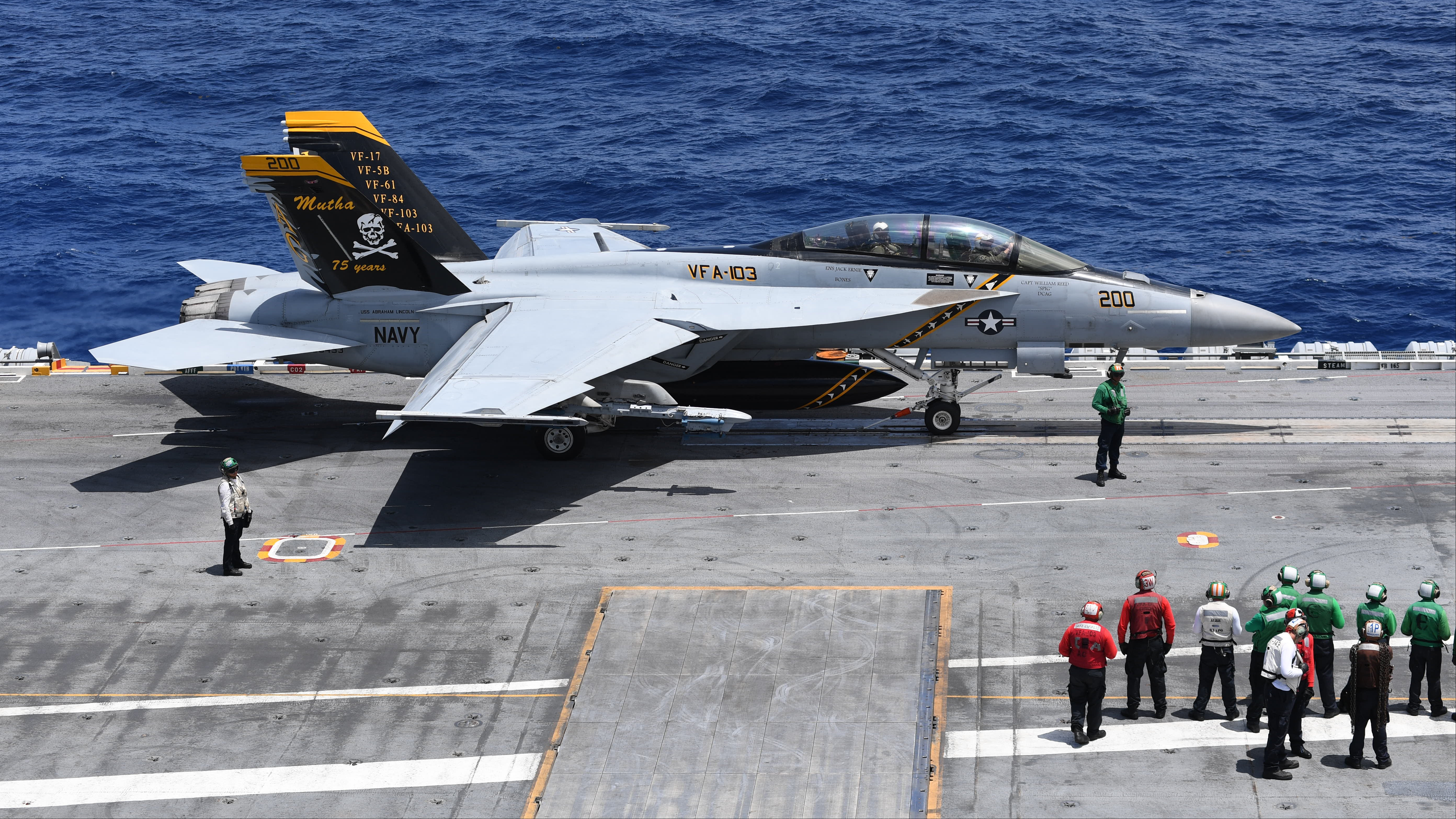
VFA-103 F/A-18F Super Hornet на борту, 2018 рік.

VFA-103 і решта CVW-7 піднялися на борт USS Dwight D. Eisenhower 2 січня 2010 року для шестимісячного розгортання і підтримки операцій 5- го і 6- го флоту. 27 липня 2010 року ескадрилья повернулася додому в NAS Oceana після завершення останнього розгортання.
Після успішного циклу технічного обслуговування та доопрацювання 22 червня 2012 року VFA-103 відправився з CVW-7 на борт USS Dwight D. Eisenhower для запланованого дев’ятимісячного розгортання в зоні операцій 5-го флоту. Однак через зміни в експлуатаційних вимогах VFA-103, CVW-7 і USS Dwight D. Eisenhower повернулися до NAS Oceana 21 грудня 2012 року, щоб провести технічне обслуговування для підготовки до повернення в море незабаром після цього. VFA-103 повернулися в море 21 лютого 2013 року після короткого розвороту і разом з рештою CVW-7 і авіаносною ударною групою 8 підтримували операції в районі операцій 5-го флоту. Після одинадцяти місяців у морі на підтримку операції «Нескорена свобода» і операцій у Перській затоці ескадра повернулася до NAS Oceana 3 липня 2013 року.
На честь 70-річчя «Веселого Роджера» ескадрилья зробила масштабний редизайн надзвичайно впізнаваного знака розрізнення із зображенням черепа та схрещених кісток, вибравши оригінальні нашивки VF-17, кольори та хвостовий кіль.
У червні 2016 року було помічено, як F/A-18F Jolly Rogers стартували з USS Harry Truman, який брав участь в операції «Непохитна рішучість», наносячи удари по цілях ІДІЛ в Іраку та Сирії, з кількома літаками, що демонстрували ознаки важкого бою, з низкою передніх фюзеляжів, які були закриті. із силуетами бомб, що представляють боєприпаси, які скидають під час бойових ударів з повітря.
Вигадана версія ескадрильї, «Веселі гайкові ключі», з’явилася в авіаційному фільмі Діснея « Літаки » з використанням тієї ж лівреї, але череп і кістки замінено поршневою головкою та гайковими ключами.